# Emmelshausen
Emmelshausen är en stad i Rhein-Hunsrück-Kreis i förbundslandet Rheinland-Pfalz i Tyskland.
Staden ingår i kommunalförbundet Verbandsgemeinde Hunsrück-Mittelrhein tillsammans med ytterligare 32 kommuner.